# Lampea lactea
Lampea lactea är en kammanetart som först beskrevs av Mayer 1912.  Lampea lactea ingår i släktet Lampea och familjen Lampeidae. Inga underarter finns listade i Catalogue of Life.